# Eupithecia graphata
Euphitecia graphata es una especie de polilla de la familia Geometridae. La especie fue descrita por primera vez por Georg Friedrich Treitschke habiendo sido descrita en 1828, con distribución en el sur de Europa y el Oriente Medio.
La especie es el tipo de un grupo de especies que include doce especies distribuidos en el Paleártico Occidental con enfoque en seis especies concentradas en los alrededores del Mar Mediterráneo.

## Descripción
La polilla es gris blanquecina cuyas alas cuentan con numerosas líneas denticuladas de color marrón, línea submarginal blanca, punta discal negra, y una franja de color marrón.
La envergadura es de 17 a 21 milímetros (0,7 a 0,8 plg). Los imagos vuelan de abril a mayo y nuevamente de julio a agosto.

## Distribución
Eupithecia graphata se encuentra en la mayoría de los países del sur y este de Europa, así como en el Oriente Próximo.

## Ecología
La oruga se alimenta de especies de Minuartia y Gypsophila, así como de Jurinea mollis y Spergularia segetalis. Las especies que rodean el Mediterráneo occidental se asocian con especies asteraceas y cariofillaceas.